# 48P/Johnson
La comète Johnson, officiellement 48P/Johnson, est une comète périodique du système solaire, découverte le 25 août 1949 par Ernest Leonard Johnson à Observatoire de l'Union en Afrique du Sud.